# Sworzeń tłokowy

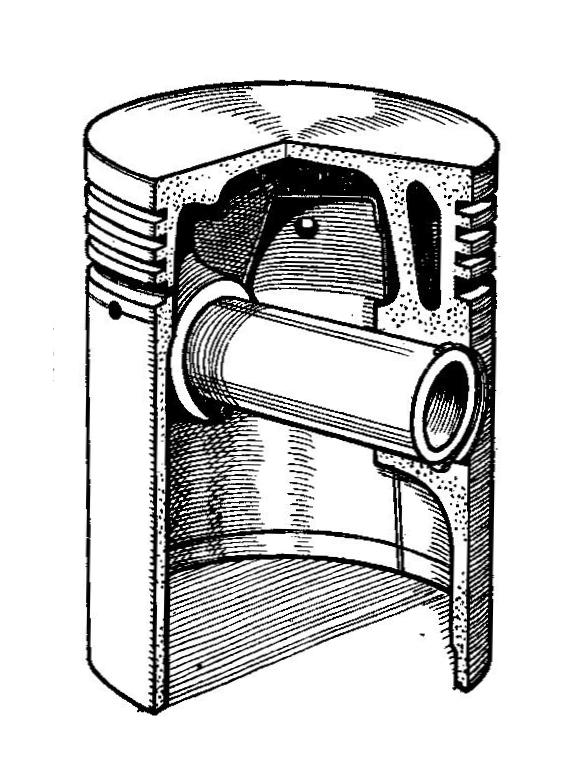
Tłok z widocznym sworzniem

Sworzeń tłokowy - element układu korbowego tłokowego silnika spalinowego, wykonany jako drążony walec; łączy korbowód z tłokiem oraz przenosi siłę z tłoka na korbowód.
Materiały, z których wykonane są sworznie tłokowe (z uwagi na temperaturę pracy, naciski i zmienne obciążenia oraz smarowanie):
- stal do nawęglania np. 15H, 15N
- stal do ulepszania cieplnego np. 38HN,
- stal do azotowania np. 38HMJ.

Wymiary sworznia tłokowego ustala się na podstawie obliczeń wytrzymałościowych i dobierane są na podstawie norm np. PN-91/S-36039.
Główne wymiary sworznia tłokowego:
- długość sworznia l = (0,8 ÷ 0,9)*D
- średnica zewnętrzna d = (0,3 ÷ 0,4)*D

D - średnica tłoka
W pojazdach samochodowych sworznie tłokowe osadzone są obrotowo w główce korbowodu i w piastach tłoka, w których z kolei umieszczone są pierścienie osadcze tzw. pierścienie Seegera (zabezpieczają przed przesuwaniem osiowym).
Stosuje się ponadto sworznie z obrotowym mocowaniem w piaście tłoka, bez luzu w główce korbowodu lub obrotowym mocowaniem w główce korbowodu i bez luzu w piaście tłoka.